# 宇佐美鉱油

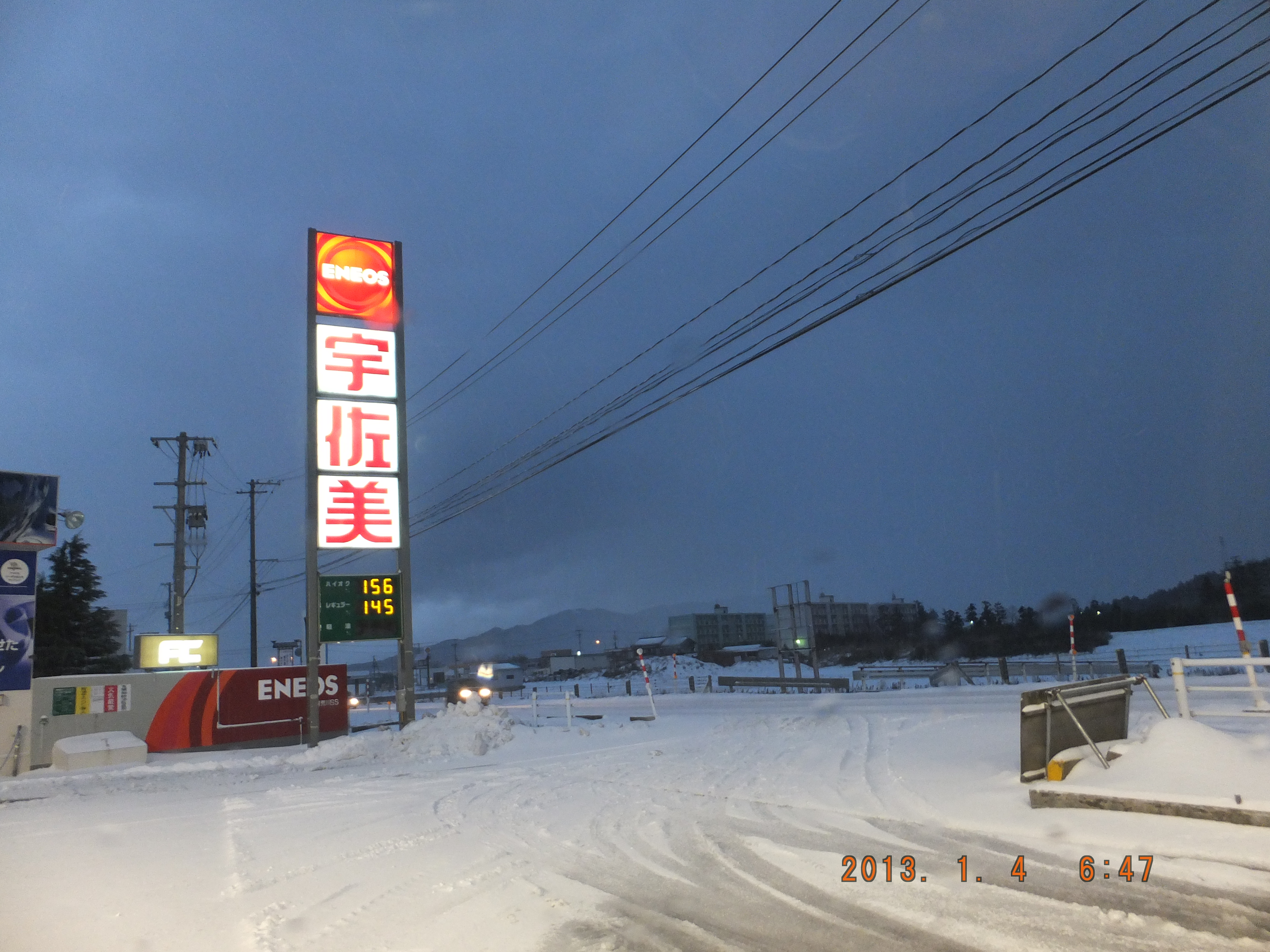
ENEOS 7号荒川SS（東日本宇佐美、新潟県村上市）

株式会社宇佐美鉱油（うさみこうゆ、英:USAMI KOYU CO.,LTD）は、石油販売（ガソリンスタンド）などを行う日本の企業である。

## 概説
株式会社宇佐美鉱油はグループの統括会社で、実際に石油小売店を運営しているのは、子会社の株式会社東日本宇佐美および株式会社西日本宇佐美である。
複数の石油元売会社（出光興産・ENEOSなど）と契約しているため、ガソリンスタンドによってブランドが異なる。ブランドの看板のほかに、宇佐美の看板も掲げている（一部地域で放送されているラジオ・テレビCMでも、単に「宇佐美」と称している）。高速道路のサービスエリアやバイパス、主要国道、インターチェンジなどを中心に立地しており、運送会社などとの大口契約も多い事から、長距離トラックの給油が多い。2013年2月現在、香川県・高知県・沖縄県を除く44都道府県においてスタンドを運営している。
1959年（昭和34年）、創業者の宇佐美史郎が、伊勢湾台風後の災害復興にかけつけた多くのトラックを見た事が、長距離トラックを対象としたチェーン展開を閃く契機となった。

## 沿革

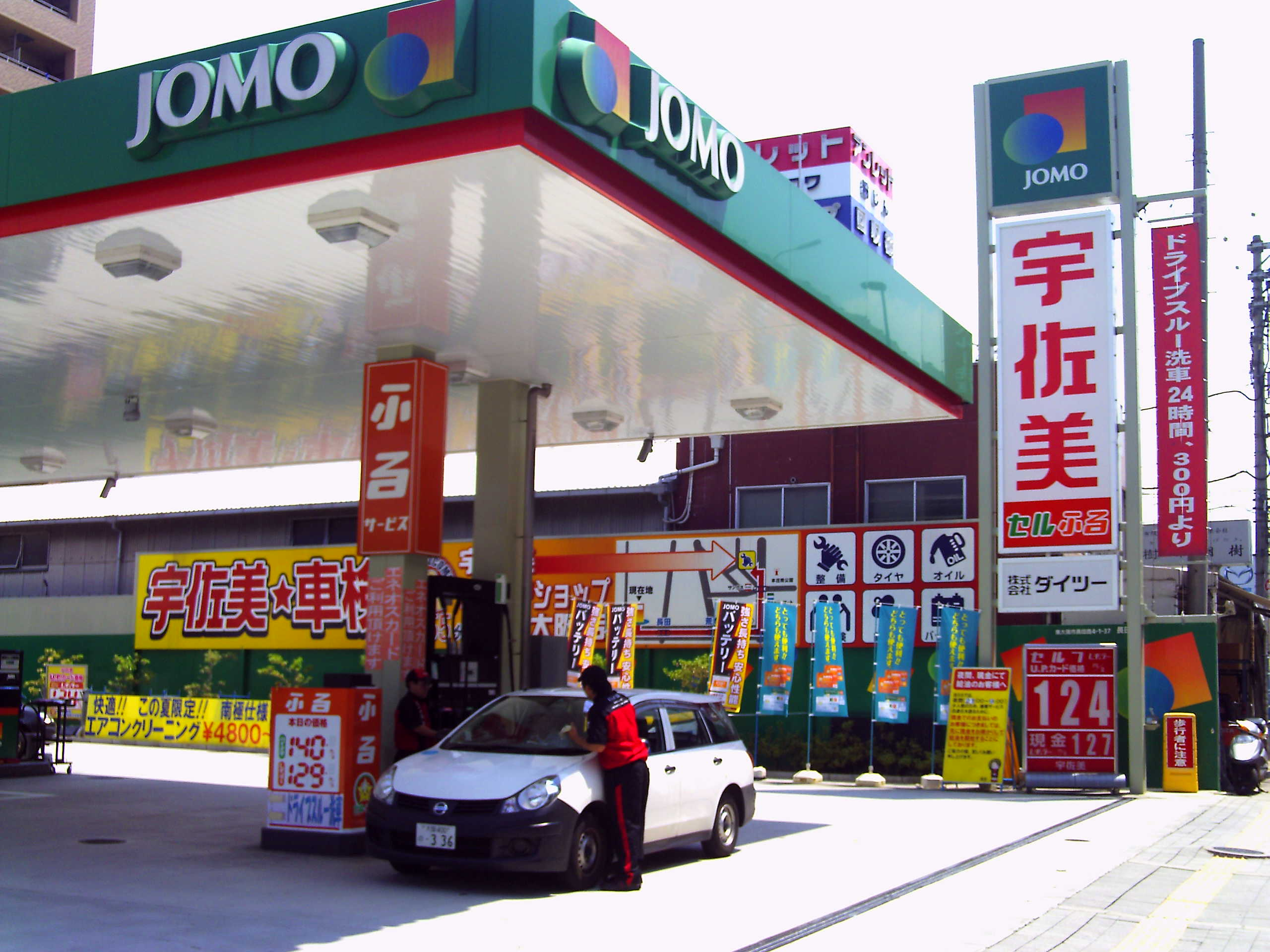
旧JOMO宇佐美長田SS（2010年）

- 1950年（昭和25年）- 愛知県津島市弥生町で創業[3]。
- 1958年（昭和33年）7月 - 有限会社宇佐美鉱油店に改組[3]。
- 1966年（昭和41年）- 有限会社宇佐美共栄社を設立[3]。
- 1967年（昭和42年）- 株式会社山陽宇佐美を設立[3]。
- 1969年（昭和44年）- 株式会社中部共進石油を設立[3]。
- 1973年（昭和48年）- 株式会社九州宇佐美、株式会社東北宇佐美を設立[3]。
- 1976年（昭和51年）- 株式会社美国鉱油を設立[3]。
- 1979年（昭和54年）- 有限会社宇佐美鉱油店が株式会社宇佐美鉱油に改組[3]。
- 1986年（昭和61年）- 株式会社東京宇佐美、株式会社関東宇佐美を設立[3]。
- 1987年（昭和61年）- 美国鉱油を東北宇佐美に統合[3]。
- 1990年（平成2年）- 株式会社北海道宇佐美を設立[3]。
- 1993年（平成5年）- 株式会社関西宇佐美を設立[3]。
- 1997年（平成9年）- 株式会社北陸宇佐美を設立。
- 2002年（平成10年）- 株式会社上信越宇佐美を設立[3]。
- 2004年（平成12年）- 株式会社ユーオーエスを設立[3]。
- 2005年（平成17年）- 11子会社を株式会社東日本宇佐美および株式会社西日本宇佐美に統合[3]。
- 2006年（平成18年）- 本社事務所を津島市より名古屋市（現在地）へ移転[3]。
- 2007年（平成19年）- 株式会社宇佐美保険サービスを設立。株式会社ダイツーの全株式を取得し、子会社化[3]。
- 2009年（平成21年）- 株式会社正起北興（現・宇佐美エナジー）の全株式を取得し子会社化[3]。
- 2012年（平成24年）- 古河コマース株式会社（現・宇佐美コマース）の全株式を取得し子会社化[3]。
- 2013年（平成25年）- 古河コマースを株式会社宇佐美コマースに、正起北興を株式会社宇佐美エナジーにそれぞれ商号を変更[3]。
- 2015年（平成27年） - 株式会社宇佐美エンジニアリングを設立[3]。
- 2016年（平成28年） - 株式会社宇佐美エナジーが株式会社宇佐美コマースを吸収合併[3]。
- 2017年（平成29年）
  - 株式会社岡野石油店の全株式を取得し、子会社化[3]。
  - 三和エナジー株式会社の全株式を取得し、子会社化[3]。
- 2018年（平成30年）- 株式会社大村技建の全株式を取得し、子会社化[3]。
- 2019年（令和元年）- 大同燃料株式会社の全株式を取得し、子会社化[3]。
- 2020年（令和2年）
  - 株式会社第一エネルギーの全株式を取得し、子会社化[3]。
  - 株式会社井本産業の全株式を取得し、子会社化[3]。
  - 三和エナジー株式会社が株式会社第一エネルギーを吸収合併[3]。
  - 大同燃料株式会社と株式会社井本産業が合併し、株式会社大同井本エナジーに商号を変更[3]。
- 2022年（令和4年）3月30日 - ヒラオカ石油株式会社の全株式を取得し、子会社化[4][5]。
- 2024年（令和6年）
  - 5月24日 - 株式会社グッドスピードに対する第1回目の株式公開買付けが成立し、株式の47.65%を取得[6]。
  - 8月30日 - 市光工業からPIAA株式会社の全株式取得し、子会社化[7]。
  - 10月3日 - 三和エナジー株式会社が北海道エネルギー輸送株式会社の全株式を取得し、子会社。同日、三和エナジー株式会社が保有する北海道エネルギー輸送株式会社の株式のうち33.5%を上野輸送株式会社に譲渡し、合弁会社とする[8]。
- 2025年（令和7年）
  - 1月9日 - 子会社の株式会社西日本宇佐美が株式会社大信自動車の全株式を取得し、子会社化[9]。
  - 7月 - 株式会社フジ・コーポレーションをTOBにより子会社化（予定）[10]

## 特徴

### 特徴的な設備
長距離トラックドライバーを対象にしたチェーン展開を行っていることから、シャワールームやトラック用洗車機を導入している店舗が多い。中にはコインランドリーを併設している店舗も存在する。

### ポイントカード
自社独自のポイントカードである、Usappyカード（うさっぴぃカード）を導入している。また出光クレジットと提携したクレジットカードUsappyカードプラスを発行している。そのため、スタンドによっては僅かながら、石油元売りが参入・提携しているポイントカードが使用できない場合があり、両対応として双方にポイントをつけるスタンドや、顧客が選択した片方だけにポイントをつけるスタンドもある。

## 広告宣伝活動
ラジオ
- FM NACK5

「monaka」交通情報（月～木曜日、12:35頃）
「FUNKY FRIDAY」交通情報（金曜日、12:35頃）

## 関連会社
- 宇佐美グループ
  - 株式会社東日本宇佐美 - 北海道-関東地区SS運営会社（東北は秋田県全域と青森県の一部を除き、中部のうち新潟県全域と長野県北部を含む）
  - 株式会社西日本宇佐美 - 中部-九州地区SS運営会社（中部は新潟県全域と長野県北部を除く）
  - 株式会社ユーオーエス - 人材派遣・警備会社
  - 株式会社宇佐美保険サービス - 損害保険代理店
  - 有限会社宇佐美共栄社 - 配送・施設管理会社
  - 株式会社宇佐美エナジー - 2013年10月1日、株式会社正起北興より商号を変更[11]。2016年7月1日、株式会社宇佐美コマースを吸収合併。石油製品等の販売 他
  - 株式会社宇佐美エンジニアリング - 風力発電設備のメンテナンス会社
  - 株式会社岡野石油店 - 産業用燃料油・工業用潤滑油販売会社
  - 三和エナジー株式会社 - 石油製品小売業者
  - 株式会社大村技建 - 総合建設会社
  - 株式会社大同井本エナジー - ボイラー用燃料の販売・配達ほか、設備メンテナンス、船舶給油事業などを行うトータルエネルギーソリューション企業
  - 北海道エムアイ石油株式会社 - アスファルト販売、産業用燃料油販売会社
  - 株式会社ユタカ電子 - 計測機器、検査機器、制御機器などの設計・製造を行う電子機器メーカー
  - 株式会社ダイツー
  - 株式会社グッドスピード - 中古車販売会社
  - PIAA株式会社 - 自動車部品・用品の販売・製造
- かつてのグループ会社
  - 宇佐美コマース株式会社 - 旧称：古河石油商事→古河コマース。先述通り宇佐美エナジーに統合され消滅。
  - 三国商事株式会社 - ホームページの会社概要には載っていないが、宇佐美グループ企業であり、秋田県全域と青森県の一部で提携SSを運営していた。2020年3月で宇佐美グループとの提携を解消。
  - 株式会社ユーオーエスセキュリティー - 警備保障会社（2010年3月31日会社清算。現在はユーオーエスに統合）